# ART4.RU

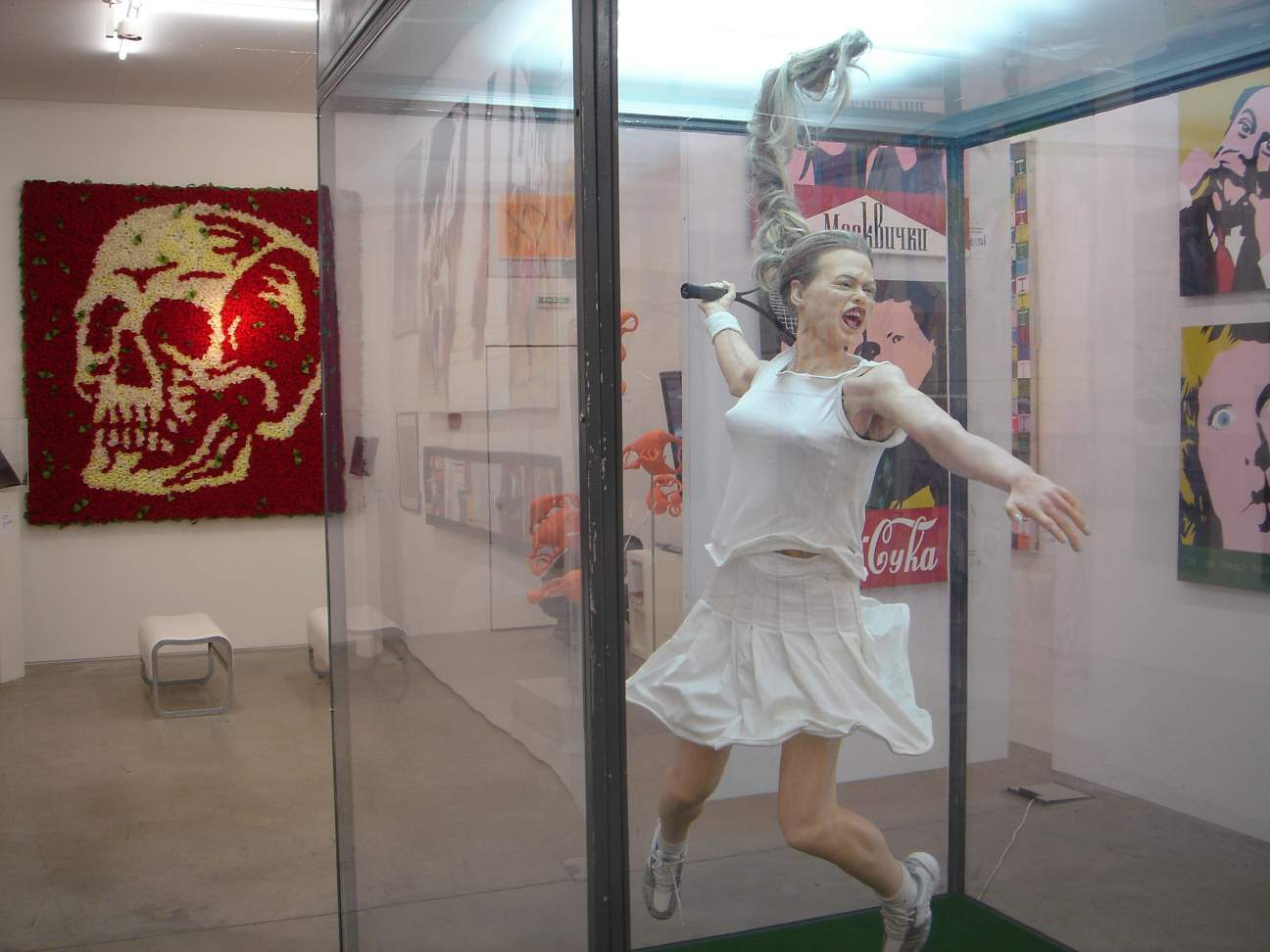
Ein Werk von Oleg Kulik im Art4.ru

Das Museum für zeitgenössische Kunst ART4.RU (russisch Музей актуального искусства ART4.RU) ist ein Kunstmuseum mit russischer Kunst aus der zweiten Hälfte des 20. und dem Anfang des 21. Jahrhunderts. Das Museum wurde im Sommer 2007 vom Multimillionär Igor Markin eröffnet. Mit rund 1200 Werken russischer Maler ist Markins Galerie das erste Privatmuseum Russlands. Das Markin-Museum misst 600 Quadratmeter und befindet sich in der Chlynowski-Gasse an der Bolschaja Nikitskaja-Straße (Bely Gorod), nahe der Metro-Stationen Arbatskaja und Ochotny Rjad. Im Art4 sind vor allem die Werke der russischen Avantgarde vertreten. Dort kann man sich zahlreiche unterschiedliche Bilder, Fotos und Installationen ansehen: Konzeptualisten wie Boris Mikhailov oder Erik Bulatow werden hier mit jüngerer Popkunst gemischt. Von Semion Faibisovich finden sich Arbeiten aus dem Endstadium der Sowjetzeit bis hin zu provokativen und subversiven Arbeiten Kuliks, Sokovs, Savadovs, Kosolapovs und den Tryptichen Purygins.